# Acacia glaucocarpa
Acacia glaucocarpa är en ärtväxtart som beskrevs av Joseph Henry Maiden och Blakeley. Acacia glaucocarpa ingår i släktet akacior, och familjen ärtväxter. IUCN kategoriserar arten globalt som livskraftig. Inga underarter finns listade i Catalogue of Life.